# Lew Sierzputowski
Lew Sierzputowski – prezydent Włocławka w latach 1893–1894.